# Electrical Rule Check
Der Electrical Rule Check (englisch, kurz ERC) ist in der Entwicklung elektrischer Schaltungen ein computergestützter Schritt der Verifikation. Er ist vom Design Rule Check (DRC) und der Physical Design Verification auf Layoutrealisations-Ebene zu unterscheiden und diesem zeitlich vorgelagert.
Der ERC prüft die Widerspruchsfreiheit der Schaltung auf symbolischer Ebene. Hierzu ist es nötig, dass Angaben zu allen Pins und Bauteilanschlüssen vorliegen.
Den Pins werden Klassen zugewiesen. Diese können sein:
Push-Pull-Treiber oder Output, Open-Collector- oder Open-Drain-Ausgang, passiv, Input oder hochohmig, Tristate, Versorgungsnetzquelle, Versorgungsnetzlast, 0-V-Bezugsnetz.
Netze bestimmter Klassen dürfen nicht verbunden sein (Beispiel: Push-Pull-Treiber untereinander, Versorgungsnetzquellen untereinander oder die beiden vorgenannten untereinander) oder nicht nur Pins einer Klasse enthalten.
Beispiel: Ein Netz, das nur Input-Pins oder nur Versorgungsnetzlasten enthält, wird nicht getrieben und ist somit wahrscheinlich ein Fehler.
Neben der Pin-Klassen-basierten Prüfung wird z. B. überprüft:
- dass alle Pins angeschlossen oder explizit als offen gekennzeichnet sind
- dass Schaltungsblöcke mit zumindest zwei Versorgungsleitungsnetzen verbunden sind
- ob sich in der EDA-Zeichnung Netze überlappen, ohne verbunden zu sein
- ob alle Netze zumindest zwei Pins enthalten.

Für rein digitale Schaltungen gibt es spezialisierte Prüfungen, die Fan-Out, Level-Shifting und mehr berücksichtigen.